# Nagybajom
Nagybajom [naďbajom] je město v Maďarsku v župě Somogy, spadající pod okres Kaposvár. Nachází se asi 20 km severozápadně od Kaposváru. V roce 2015 zde žilo 3 288 obyvatel. Podle statistik z roku 2011 zde byli Maďaři (89,4 %), Romové (7,6 %), Němci (0,4 %) a Ukrajinci (0,2 %).
Nejbližšími městy jsou Kadarkút, Kaposvár, Marcali a Nagyatád. Blízko jsou též obce Böhönye, Jákó, Kiskorpád, Kutas, Pálmajor, Somogysárd a Újvárfalva.